# Connie Nielsen
Connie Inge-Lise Nielsen (Frederikshavn, 3 de juliol de 1965) una actriu danesa. A més a més del seu talent com a actriu, és cantant, ballarina i domina l'anglès, l'alemany, el danès, el suec, el francès i l'italià. Resideix a Nova York.

## Biografia
Connie Nielsen va néixer a Frederikshavn, però es va traslladar en complir els deu anys amb la seva família a la petita ciutat de Elling a Vendsyssel.
Amb tan sols 15 anys va debutar a Dinamarca en el teatre. Als 18 anys es va traslladar a París per continuar la seva carrera com a actriu. Allà va aparèixer en una sèrie de televisió el 1988. Després es va traslladar a Milà. Va ser a Itàlia on va protagonitzar la seva primera pel·lícula el 1992 Vacanze di Natale '91.
L'èxit li va arribar amb la pel·lícula Pactar amb el diable el 1997, pel·lícula que va protagonitzar al costat d'Al Pacino i Keanu Reeves. Posteriorment (2000) va intervenir en Mission to Mars i en la guardonada producció de Ridley Scott Gladiator (2000).
Té dos fills: Sebastian, nascut el 1991, amb l'actor italià Fabio Sartor, i Bryce, amb Lars Ulrich, el bateria del grup Metallica.

## Filmografia
Les seves pel·lícules més destacades són
- 1984: Par où t'es rentré ? On t'a pas vu sortir: Eva
- 1988: Colletti bianchi (fulletó televisat): Marilù
- 1991: Vacanze di Natale '91: Brunilde/Vanessa
- 1993: Le Paradis absolument (telefilm): Sarah
- 1993: Voyage (telefilm): Ronnie Freeland
- 1997: Pactar amb el diable: Christabella Andreoli
- 1998: Permanent Midnight: Dagmar
- 1998: Rushmore: Mrs. Calloway
- 1998: El soldat (Soldier): Sandra
- 2000: Dark Summer: Megan Denright
- 2000: Mission to Mars: Terri Fisher
- 2000: Gladiator: Lucilla
- 2002: One Hour Photo: Nina Yorkin
- 2002: Demonlover: Diane de Monx
- 2003: The Hunted (La presa) : Abby Durrell
- 2003: Basic: Julia Osborne
- 2004: Brødre: Sarah
- 2004: Sentència de mort (Return to Sender): Charlotte Cory
- 2005: The Great Raid: Margaret Utinsky
- 2005: The Ice Harvest: Renata
- 2006: The Situation: Anna Molyneux
- 2006: Law & Order: Special Victims Unit sèrie de televisió
- 2007: Batalla a Seattle, de Stuart Towsend
- 2017: La Lliga de la Justícia